# Percy Jackson e gli dei dell'Olimpo
Percy Jackson e gli dei dell'Olimpo (Percy Jackson & The Olympians) è una serie letteraria di genere fantasy composta da otto libri scritti da Rick Riordan.
Dal primo libro, Il ladro di fulmini, è stato tratto l'omonimo film proiettato per la prima volta nelle sale il 12 marzo 2010. Il 12 settembre 2013 è stato invece distribuito il sequel Il mare dei mostri, tratto dal secondo libro della serie.
Il 24 maggio 2020 Rick Riordan ha annunciato la realizzazione di una serie televisiva su Percy Jackson, destinata al servizio streaming Disney+, la cui prima stagione si ispira al primo libro Il ladro di fulmini.

## Caratteristiche dell'opera
La serie letteraria, Percy Jackson e gli dei dell'Olimpo costituisce un affascinante romanzo di formazione di genere fantasy.
Ambientata negli Stati Uniti, la narrazione ruota attorno a Perseus Jackson, noto come Percy, il quale, all'età di 12 anni, si rende conto di essere un semidio. In questo universo narrativo, le divinità della mitologia greca non sono solo figure mitiche, bensì esistono realmente e dimorano nell'Olimpo, il quale, anziché essere raffigurato come una montagna sacra, trova la sua collocazione nel 600º piano dell'Empire State Building a New York. Tale luogo, accessibile solo a dei e semidei, rappresenta il fulcro delle divinità, le quali si sono trasferite seguendo il cuore della civiltà occidentale, ora identificata negli Stati Uniti. Per mantenere l'ignoranza dei comuni mortali sul mondo mitologico, è stata introdotta una forza magica nota come la Foschia, che oscura le loro percezioni e rende la realtà mitologica apparentemente "normale".
L'intera vicenda viene narrata in prima persona da Percy, il quale condivide le sue esperienze e avventure mitologiche vissute tra i 12 e i 16 anni. Durante il suo percorso, Percy scopre l'esistenza di una vasta gamma di creature mitiche dell'antica Grecia, tra cui satiri, ninfe, driadi, centauri e mostri. Queste creature, contrariamente agli dei, possono essere sconfitte ma non uccise definitivamente, essendo capaci di ricomporsi nel Tartaro dopo un certo periodo di tempo. Tuttavia, solo armi realizzate in bronzo celeste, ferro dello Stige o oro imperiale sono in grado di confinarle e disintegrarle definitivamente.

## Ambientazione
I luoghi dove si svolge la saga sono ambientati in scenari fantastici, ma molti di essi sono reali, e situati prevalentemente negli Stati Uniti d'America
- Campo Mezzosangue (Long Island): Un campo segreto, dove si allenano i mezzosangue, protetto dalla magia dell'albero di Talia che delimita il suo perimetro e impedisce l'accesso a qualsiasi creatura mitologica o mortale. Questo è il rifugio a cui Percy Jackson è costretto dopo gli eventi pericolosi nella sua città natale. Qui, Percy ritrova il centauro Chirone, precedentemente conosciuto come il suo insegnante di latino a scuola, che diventa il suo mentore, spiegandogli le sue origini divine. Inoltre, incontra il satiro Grover Underwood, suo amico dall'Accademia di Yancy, e la semidea Annabeth Chase, entrambi destinati a giocare ruoli cruciali nelle sue avventure future.
- Empire State Building (New York): Uno dei luoghi più significativi nell'intera saga. Al 600º piano di questo edificio si trova l'ingresso al Monte Olimpo, la dimora degli dei, accessibile solo tramite ascensore. Il Monte Olimpo è rappresentato come una città completa, popolata da divinità minori e Nebulae, le ninfe del cielo. Gli edifici seguono uno stile greco classico, con templi e piazze affollate. Il palazzo dell'Olimpo, maestosamente situato all'estremità della città, è il luogo dove si riunisce il consiglio degli dei maggiori durante ogni solstizio. La sua stanza principale è un'immensa sala con un soffitto adornato di stelle e nubi temporalesche, con dodici troni disposti attorno a un fuoco centrale.
- L'Hotel Casinò Lotus di Las Vegas è un luogo in cui il tempo sembra non scorrere e da cui i visitatori non desiderano mai allontanarsi, restando per l'eternità intrappolati in un limbo di euforia infinita. Nel contesto del film, tuttavia, il tempo si ferma soltanto per coloro che consumano i fiori di loto offerti dai camerieri del casinò.
- *Inferi*, accessibili attraverso due entrate situate a Hollywood, Los Angeles e a Central Park, New York, costituiscono il regno di Ade, la divinità che governa sui morti. Una volta entrati, è estremamente difficile uscirne. Il primo essere che si incontra è Caronte, il traghettatore delle anime oltre il fiume nero dello Stige, dove i sogni mai realizzati degli uomini vengono dispersi. Le rive degli Inferi consistono in una spiaggia di sabbia scura che conduce al consiglio che determina la destinazione finale dell'anima: i Campi della Pena, riservati ai malvagi e ai peccatori, dove subiscono tormenti eterni; le Praterie degli Asfodeli, dove finiscono le anime né particolarmente buone né cattive, vivono in un luogo privo di tempo, senza memoria della loro vita mortale e irriconoscibili, fatta eccezione per i figli di Ade; e infine i Campi Elisi, dove le anime degli eroi riposano in una terra magnifica con la possibilità di rinascere. Ai confini di un lago negli Elisi si trova l'Isola dei Beati, un'isola rigogliosa e splendida riservata alle anime che hanno raggiunto i Campi Elisi per ben tre volte.
- Il Triangolo delle Bermude, situato nell'Oceano Atlantico, è il luogo in cui si trova il Mare dei Mostri, dimora dei leggendari mostri marini Scilla e Cariddi. L'arcipelago comprende diverse isole di rilievo:
  - L'isola di Circe: Trasformata dalla maga Circe in un esclusivo centro benessere per sole donne.
  - L'isola delle Sirene: Dove i canti delle sirene ipnotizzano i navigatori, attirandoli verso il pericolo.
  - L'isola di Polifemo: Qui si trova il Vello d'Oro, custodito dal ciclope Polifemo.

Altri luoghi di rilievo sono:
- Diga di Hoover (Arizona e Nevada): Un'imponente struttura ingegneristica che ha un ruolo significativo nella storia.
- Monte Tamalpais (San Francisco): Un luogo leggendario che ospita il Giardino delle Esperidi, Atlante che regge il cielo, il palazzo di Crono e il nuovo monte Otri. Questo monte diventa uno dei punti di riferimento della seconda saga di Rick Riordan, Eroi dell'Olimpo.
- Labirinto di Dedalo: Si estende sottoterra e le sue mura, pavimenti e soffitti cambiano continuamente stile e materiale. È un luogo estremamente pericoloso e insidioso che continua a esistere grazie allo spirito di Dedalo, che vive in un laboratorio difficilissimo da rintracciare, situato al centro della costruzione. Sebbene apparentemente distrutto dal suicidio del suo creatore nella prima serie, nelle serie successive (Eroi dell'Olimpo e Le Sfide di Apollo) viene confermata la sopravvivenza del labirinto.
- Monte Sant'Elena (Stato di Washington): Una delle fucine di Efesto e prigione di Tifone.
- Casa Castellan (Westport, Connecticut): La residenza dove viveva Luke con sua madre, che ci abita ancora, prima che Luke fuggisse di casa.

Altri luoghi di minore importanza includono le scuole frequentate da Percy, come la Yancy Academy nel primo libro, e le varie abitazioni di Percy e sua madre, situate principalmente a New York.

## Personaggi principali
Rick Riordan ha tratto ispirazione dalla Biblioteca di Pseudo Apollodoro per la costruzione dei suoi personaggi e della trama delle sue opere.
- Percy Jackson: È il protagonista della serie e ha 12 anni nel libro Il ladro di fulmini (nel film è interpretato dall'attore diciassettenne Logan Lerman). Vive a Manhattan con sua madre, Sally Jackson. Nel primo capitolo della saga, dopo essere stato attaccato da vari mostri, viene scortato al Campo Mezzosangue dal satiro Grover Underwood e da sua madre. Durante un attacco del Minotauro, sua madre viene catturata e mandata negli Inferi, costringendo Percy a intraprendere un lungo viaggio per salvarla. Percy è figlio di Poseidone e Sally Jackson, ha i capelli neri e gli occhi verdi come il mare. Nel corso della serie si innamora di Annabeth Chase, figlia di Atena, e diventa il suo fidanzato nell'ultimo libro. Percy gioca un ruolo cruciale nella sconfitta di Crono e diventa l'eroe ammirato da tutti al Campo Mezzosangue.
- Grover Underwood: Nel libro Il ladro di fulmini, Grover ha 28 anni, ma essendo un satiro, cresce più lentamente degli esseri umani e ne dimostra la metà. Il suo compito principale è trovare i semidei e portarli al Campo Mezzosangue, anche se aspira a diventare un cercatore del dio delle selve, Pan. Grover è il migliore amico di Percy e lo accompagna nelle sue avventure, offrendo supporto e protezione.
- Annabeth Chase: Ha 12 anni nel primo libro della saga. Si trova al Campo Mezzosangue da più tempo di chiunque altro, insieme al suo migliore amico Luke e Talia Grace, un'altra semidea trasformata in albero. Lei e Percy affrontano molte avventure insieme e alla fine si innamora di lui. Appassionata di architettura, Annabeth viene scelta dagli dei per ricostruire l'Olimpo dopo la battaglia finale contro il titano Crono.
- Luke Castellan: Ha 19 anni nel primo libro della saga ed è un semidio figlio di Ermes. Giunge al Campo Mezzosangue insieme ad Annabeth e diventa una sorta di leader per i semidei, essendo il più anziano. Luke nutre un profondo rancore verso il padre divino, Ermes, e tutte le altre divinità, poiché ritiene che non si preoccupino abbastanza dei loro figli, lasciandoli andare allo sbaraglio. Questo risentimento lo porta a tradire i suoi amici e a scatenare una guerra. Alla fine della saga, Luke si sacrifica pugnalandosi per salvare l'Olimpo, diventando così un eroe.
- Talia Graceː Talia Grace è una semidea di 15 anni, figlia di Zeus. Inizialmente tenta di raggiungere il Campo Mezzosangue insieme a Luke e Annabeth, ma riesce a entrare solo alcuni anni più tardi. Durante il viaggio, si sacrifica per permettere a Luke e Annabeth di mettersi in salvo, e Zeus, impietosito dal suo gesto, la trasforma in un pino che veglia sul Campo, proteggendolo con una barriera magica. La sua condizione di albero termina grazie all'esposizione al Vello d'oro. Talia ha uno stile punk e combatte con una lancia e una copia dell'Egida, lo scudo di suo padre Zeus. Nel terzo libro della serie, diventa la luogotenente delle Cacciatrici di Artemide.
- Nico di Angelo è un semidio di 10 anni, figlio di Ade e Maria di Angelo, e compare per la prima volta nel libro "La maledizione del Titano" insieme alla sorella Bianca di Angelo. I due fratelli erano stati rinchiusi nel casinò Lotus dal padre Ade a causa della profezia dei "Tre Pezzi Grossi". Vengono successivamente salvati da Percy, Annabeth, Talia e Grover. Nico si unisce temporaneamente agli altri semidei del Campo Mezzosangue, ma dopo la morte della sorella, di cui incolpa Percy, fugge nell'Ade. Nel quarto libro della serie, Nico rivede sua sorella, che appare solo per incontrare Percy. Nico si arrabbia, ma Bianca gli spiega che la sua morte è stata una scelta volontaria.
- Bianca di Angelo: ha 12 anni ed è una semidea, figlia di Ade e sorella di Nico (anche per parte della madre).
Come il fratello si trova al casinò Lotus e seguirà la sua stessa sorte. Tuttavia, giunti al Campo, cercherà di slegarsi dal fratello diventando una cacciatrice di artemide. Morirà schiacciata da un robot gigante magico difettoso per salvare i suoi compagni d'avventure. Ricompare nel quarto libro solo per dire a suo fratello Nico di non incolpare Percy per le sue scelte.
- Tyson: ha 14 anni, è un ciclope ed è figlio di Poseidone e quindi fratello di Percy da parte divina.
Compare per la prima volta in "Percy Jackson e il mare dei mostri". Viene descritto fin da subito come un ragazzotto troppo grosso e imbranato, lo stesso Percy ammette che stava con lui anche per compassione. Arrivati al campo Annabeth, Percy e Tyson partiranno per un'impresa, ritrovare Grover e il Vello d'oro. Nell'ultimo libro della saga, dopo la guerra contro i titani, viene nominato comandante dell'esercito dei ciclopi da Poseidone stesso per aver guidato i ciclopi nella battaglia contro Tifone, il titano della tempesta.
- Clarisse La Rue: ha 14 anni ed è una semidea figlia di Ares, dio della Guerra.
È spesso in conflitto con Percy e con gli altri semidei a causa del suo carattere litigioso ereditato dal genitore divino. In "Percy Jackson e il mare dei mostri" accetta la missione di andare a recuperare il Vello d'oro per fortificare i confini del campo sempre più soggetti ad attacchi di mostri.
Durante questa spedizione sarà costretta a collaborare con Percy, Annabeth e il ciclope Tyson anche se controvoglia. Più avanti nella serie, durante un'impresa incontrerà un altro semidio, Chris Rodriguez, col quale si fidanzerà.
- Rachel Elizabeth Dare: ha 14 anni, ha i capelli rosso fuoco e grandi occhi verdi e dei jeans scarabocchiati col pennarello, è una ragazza mortale che può vedere attraverso la Foschia (caratteristica rara tra i mortali).
Ha una grande passione per l'arte, però a causa della rigidità del padre, è costretta frequentare la Clarion Academy, scuola per ragazze dell'alta società. Ne "Lo scontro finale" diventerà il nuovo Oracolo di Delfi. È la causa della gelosia di Annabeth, poiché entrambe sono innamorate di Percy. Alla fine dell'ultimo capitolo della saga, lei e Annabeth (in séguito al fidanzamento di quest'ultima con Percy) diventeranno amiche. È ricordata per aver salvato Percy tirando una spazzola di plastica blu nell'occhio di Luke posseduto da Crono.
- Chirone: è un centauro immortale (figlio di Crono) ed è il direttore delle attività del Campo Mezzosangue, lo stesso centauro che fu maestro di Ercole e Achille.
- Dioniso: è il dio del vino e delle feste, direttore del Campo Mezzosangue.
Dovrà restarci per 100 anni a causa di una punizione che gli è stata inflitta dal padre Zeus per averci provato con una ninfa che era stata dichiarata intoccabile. Ne "Lo scontro finale" la punizione si ridurrà a 50 anni per aver contribuito a salvare l'Olimpo.
- Zeus: è il re degli dei e il marito di Era.
Si complimenta con Percy molte volte e nell'ultimo libro gli offre l'immortalità, che però viene rifiutata dal ragazzo.
- Prometeo: è un titano buono e dona a Percy il Vaso di Pandora, che contiene tutti i mali possibili e immaginabili.
- Charles Beckendorf: ha un'età di 13/14 anni, è il fidanzato di Silena e il figlio di Efesto. Morirà per salvare Percy da Crono.
- Crono: è il re dei titani e prende possesso del corpo di Luke Castellan per poi morire nel Monte Olimpo l'estate successiva.
- Zoe Nightshade: Dimostra 13 anni, è una cacciatrice e diffida di Percy.
Ne "La maledizione del Titano" viene morsa da Ladone e in punto di morte viene trasformata in una costellazione per mano di Artemide.
- Ladone: è il drago che sorveglia i pomi dell'immortalità e morderà Zoe procurandole una ferita mortale.
- Atlante: è il generale di Crono e ha il compito di sostenere il peso del cielo.
Luke, sotto il controllo del titano del tempo, prende il suo posto e, una volta catturata Annabeth, le cede il posto forzando sui sentimenti che lei prova per lui. Attraverso un inganno Atlante cattura Artemide che si propone di prendere il compito della figlia di Atena. In conclusione arrivano i soccorsi, adesso è Percy a sostenere il peso del cielo in modo che la dea possa combattere. Alla fine de "Percy Jackson e la Maledizione del Titano" il compito di sostenere la volta celeste torna ad Atlante.
- Atena: è la dea della saggezza e la madre di Annabeth. Cerca in tutti i modi di convincerla, senza successo, a non fidarsi di Percy.
- Ares: è il dio della guerra e viene sconfitto da Percy nella prima estate del ragazzo al campo.
- May Castellan: è la madre di Luke ed è molto sensibile.
Impazzisce dopo aver cercato di diventare l'oracolo di Delfi, poiché quest'ultimo era stato maledetto da Ade. Probabilmente non saprà mai che suo figlio è morto.
- Efesto: è il dio dei fabbri e ricorda a Percy che la soluzione per muoversi all'interno del Labirinto, per arrivare da Dedalo, è un aiuto da parte dei mortali.
- Ermes: è il dio dei viandanti, dei passeggeri e dei ladri ed è il padre di Luke.
 Dona a Percy un thermos in cui sono custoditi i venti, che gli saranno utili nella navigazione. Un altro dono sono delle caramelle gommose (tipo integratori) che lo faranno tornare umano dopo essere stato trasformato in un porcellino d'India da Circe ne "Percy Jackson e il mare dei mostri".
- Silena Beuregard: ha 14 anni (nel libro La battaglia del labirinto) ed è la fidanzata di Beckendorf, è figlia di Afrodite. Inizialmente è una spia di Crono, ma poi muore per difendere l'Olimpo.
- Pan: è il dio delle selve e viene ritrovato da Grover.
Muore eternamente poiché dimenticato da troppe persone, ma il suo spirito rimane all'interno di Grover, al quale affida il compito di trasmetterlo agli altri satiri e spiriti della natura, insieme alla notizia della sua morte.

## Libri

### Percy Jackson e gli dei dell'Olimpo

#### Il Ladro di Fulmini
Percy Jackson è un ragazzo di 12 anni che vive a New York e frequenta un collegio per ragazzi difficili insieme al suo amico Grover. Il suo unico sostegno tra i professori è il professor Brunner, insegnante di latino. Durante una gita scolastica, la sua professoressa di matematica lo isola dal resto della classe, si trasforma in una furia e tenta di ucciderlo. Percy scopre così di essere un mezzosangue, figlio di una donna umana e di un dio greco. Il suo destino è quindi quello di vivere al Campo Mezzosangue per allenarsi a diventare un vero eroe.
Prima di arrivare al campo, Percy affronta per la prima volta un mostro, il Minotauro, che rapisce sua madre Sally. Percy riesce a sconfiggere il Minotauro, ottenendo parte del suo corno come trofeo. Inizialmente alloggiato nella casa di Ermes (messaggero degli dei) come indeterminato, Percy viene riconosciuto dal suo vero padre, che si rivela essere Poseidone, il dio del mare.
Nel frattempo, sull'Olimpo si prepara una guerra. Qualcuno ha rubato la Folgore di Zeus e quest'ultimo ha accusato Poseidone del furto. Gli dei non possono rubare i simboli del potere tra di loro, ma un mezzosangue può farlo. Infatti, non appena scopre che la Folgore è scomparsa, Zeus accusa Percy di essere il ladro. Se la Folgore non verrà restituita al suo proprietario entro il solstizio d'estate, si scatenerà la Terza Guerra Mondiale.
Percy, insieme alla sua amica Annabeth Chase (figlia di Atena, dea della guerra e della saggezza) e al satiro Grover Underwood, parte per un'impresa nel Regno dei Morti (Inferi o Erebo). Percy è convinto che sia stato Ade a rubare la Folgore, in quanto una guerra aumenterebbe il numero delle anime nel suo regno, accrescendone il potere.
Tornato nel mondo dei vivi grazie a un dono magico ricevuto da una naiade (ninfa del mare, fiume o lago) inviata da suo padre, Percy scopre che il dio che ha voltato le spalle all'Olimpo è Ares, il dio della guerra. Tuttavia, comprende anche che Ares non ha agito da solo, ma è stato guidato nelle sue azioni da Crono, il malvagio Titano confinato nel Tartaro. Percy riesce a sconfiggere Ares in combattimento e riporta la Folgore sull'Olimpo proprio il giorno del solstizio d'estate, salvando il mondo dalla guerra.
Tornato al Campo Mezzosangue, Percy viene tradito da Luke, che tenta di avvelenarlo. Fortunatamente, il centauro Chirone interviene in tempo e lo salva.

#### Il Mare dei Mostri
Percy Jackson, dopo un anno relativamente tranquillo trascorso in una nuova scuola, si trova costretto a fuggire da nuovi mostri che vogliono ucciderlo: i Lestrigoni, giganti mangiatori di uomini. Con l'aiuto della semidea Annabeth Chase e del suo nuovo amico Tyson, un senzatetto adottato dalla scuola di Percy, riesce comunque a tornare al Campo Mezzosangue. Qui scopre che la barriera magica che protegge il campo dalle invasioni dei mostri si è indebolita a causa di un avvelenamento del pino di Thalia.
Il pino è il risultato della trasformazione della morente Thalia Grace, semidea figlia di Zeus, il cui compito era quello di proteggere il campo. L'albero è stato avvelenato con una misteriosa sostanza per la quale non esiste cura, se non il Vello d'Oro, smarrito molti secoli prima. Il direttore delle attività del campo, il centauro Chirone, viene ingiustamente incolpato dell'avvelenamento e cacciato. Per sostituirlo, il dio Dioniso (direttore del Campo) sceglie Tantalo, che si dimostrerà un pessimo insegnante, indifferente alla salvezza dei semidei. Tantalo reintroduce una vecchia tradizione del Campo Mezzosangue, abolita anni prima a causa del pericolo per i partecipanti: la corsa delle bighe.
Durante la prima corsa delle bighe, gli eroi vengono attaccati dagli uccelli di Stinfalo. Grazie a un'idea di Percy e Annabeth, lo stormo viene decimato e scacciato. Nonostante ciò, Clarisse La Rue, figlia di Ares, viene incoronata vincitrice della corsa. Percy, Annabeth e Tyson vengono puniti da Tantalo, accusati di aver attirato gli uccelli demoniaci a causa della loro pessima guida delle bighe.
Alla fine della serata, Percy espone il proprio piano per salvare il pino e il Campo Mezzosangue, rivelando le coordinate dell'entrata del Mare dei Mostri, dove si dovrebbe trovare il Vello d'Oro, datagli precedentemente dalle Graie. La missione di recupero del Vello viene affidata a Clarisse, ma Percy, accompagnato da Annabeth e Tyson, parte senza autorizzazione per la stessa missione, determinato a salvare anche il suo amico Grover, disperso da mesi.
Prima di lasciare il Campo, Percy incontra il dio Ermes, che gli consegna due doni: un thermos contenente i venti, che, se ben usati, favoriranno gli eroi durante il viaggio, e delle vitamine speciali da usare solo in caso di vero bisogno. Alla fine del libro, si scopre che il Vello d'Oro ha funzionato troppo bene, non solo salvando l'albero di Thalia, ma riportando la ragazza in vita nella sua forma umana. Gli eroi capiscono che questo era il piano di Crono fin dall'inizio: liberando la figlia di Zeus, ha aggiunto un altro possibile semidio che potrebbe soddisfare la profezia e distruggere l'Olimpo a 16 anni.

#### La maledizione del Titano
Il romanzo si apre con un intervento di Annabeth, Talia e Percy per aiutare Grover, incaricato di scortare i potenti semidei Nico e Bianca Di Angelo al Campo Mezzosangue. Durante il tragitto, vengono attaccati da una manticora al servizio di Crono, la quale rapisce Annabeth mentre tenta di salvare Percy. Con l'aiuto della dea Artemide e delle sue Cacciatrici, insieme al dio Apollo, riescono a portare in salvo i due nuovi semidei al Campo. Tuttavia, presto si scopre che Artemide è stata rapita e imprigionata, costretta a sostenere il peso di una massa oscura enormemente potente mentre era alla ricerca di un formidabile mostro.
Una spedizione viene pertanto organizzata dal Campo per ritrovare sia Annabeth che Artemide, essenziale per prendere decisioni decisive contro i mostri al Concilio degli dei. Partecipano Grover, Zoe Nightshade (luogotenente delle Cacciatrici di Artemide), la recentemente divenuta Cacciatrice Bianca di Angelo, Talia e Percy, che si unisce alla missione di nascosto. Durante il viaggio, Bianca viene tragicamente uccisa da Talo nella discarica degli dei. Percy riceve aiuto ripetuto da una strana creatura marina, l'ofiotauro, che si rivela essere una bestia leggendaria, che, secondo la leggenda, concederà il potere di distruggere l'Olimpo a chi ne sacrifica le interiora.
Il piano di Crono prevede il rapimento dell'ofiotauro e il tentativo di convincere Talia ad unirsi a lui nel sacrificio. I protagonisti raggiungono la base di Luke, il monte Tamalpais a San Francisco, ora conosciuto come il nuovo Monte Otri, dove restituiscono il peso della massa oscura (in realtà la volta celeste) ad Atlante, alleato di Crono. Luke, sconfitto da Talia in un duello, sopravvive misteriosamente a una caduta di oltre quindici metri e fugge con la sua nave di mostri, la "Principessa Andromeda". Talia decide di unirsi alle Cacciatrici di Artemide per non invecchiare più, lasciando a Percy l'onere di essere il semidio della Grande Profezia.
Il libro introduce Rachel Elizabeth Dare e si conclude con un messaggio telepatico di Pan, dio delle selve, ricevuto da Grover, che tutti i satiri hanno cercato per millenni.

#### La battaglia del labirinto
Durante una gita di orientamento alla scuola dove insegna il fidanzato di sua madre, Percy viene attaccato da due empuse insieme a Rachel Elizabeth Dare, che l'aveva precedentemente salvato dagli zombie alla diga di Hoover. Annabeth interviene fortunosamente salvando Percy dal pericolo. Una volta al Campo Mezzosangue, incontrano Quintus, un insegnante di scherma con un segugio infernale addomesticato chiamato la Signora O'Leary. Durante un'esercitazione guidata da Quintus, scoprono un ingresso al labirinto costruito da Dedalo all'interno del campo.
Rivelano che Luke intende utilizzare il labirinto per invadere il Campo. Annabeth, Percy, Tyson e Grover intraprendono una spedizione nel labirinto e salvano Nico di Angelo, che decide di unirsi a loro. Successivamente scoprono che Quintus è in realtà Dedalo. Durante il loro incontro, vengono attaccati dai seguaci di Luke inviati per ucciderli. Nel labirinto, Percy e compagni assistono a Crono che prende possesso del corpo di Luke.
Dopo questi eventi, ritornano al Campo Mezzosangue e incontrano nel labirinto il dio Pan, che decide di sacrificarsi, dato che i suoi domini (le selve) sono ormai in rovina. La battaglia successiva, quando l'esercito di Luke invade il Campo attraverso il labirinto, è intensa ma viene vinta grazie all'aiuto di Briareo, un gigante centimano, nonostante numerose perdite. Dedalo decide di sacrificarsi per evitare che l'esercito di Crono possa riattaccare il Campo attraverso il labirinto, legato alla sua stessa vita.
Il libro si conclude con Nico che contatta Percy alla festa di compleanno di quest'ultimo, alla quale partecipa anche Poseidone.

#### Lo scontro finale
Percy Jackson e Charles Beckendorf, figlio del dio Efesto, sono incaricati di distruggere la nave di Luke, la "Principessa Andromeda". Tuttavia, Crono, grazie a una spia nel Campo Mezzosangue, è a conoscenza del loro piano e cattura i due ragazzi. Nonostante tutto, riescono a liberarsi, ma Beckendorf sacrifica la sua vita per permettere a Percy di fuggire e distruggere la nave, insieme a tutti i mostri a bordo. Tornato al Campo Mezzosangue, Percy, figlio di Poseidone, scopre finalmente la profezia dell'Oracolo di Delfi riguardante i Tre Pezzi Grossi:
«Un mezzosangue degli dei maggiori Compirà sedici anni seppur tra guai e dolori E mentre in un lungo sonno il mondo piombar vedrà l'anima dell'eroe, l'orrida lama strapperà una sola scelta porrà ai suoi giorni fine e dell'Olimpo il trionfo decreterà, o la caduta infine.»
Successivamente, Percy apprende il passato di Luke e, accompagnato da Nico, si reca negli Inferi per immergersi nel fiume Stige e diventare invincibile, come Luke, per poter affrontare Crono. Achille lo avverte dei pericoli, ma Percy è deciso. Nel frattempo, gli dei sono impegnati a sconfiggere Tifone, liberato nel precedente libro dal Monte Sant'Elena. Sebbene Percy diventi quasi invincibile, ha un punto vulnerabile, il suo "tallone d'Achille", una piccola porzione di pelle sulla schiena che, se colpita, potrebbe ucciderlo.
Appena risalito dagli Inferi, Percy si trova di fronte all'avanzata degli eserciti nemici. Raduna il maggior numero possibile di Mezzosangue e Cacciatrici per combattere a Manhattan e difendere il Monte Olimpo, mentre Grover convoca molti spiriti della natura. Durante la battaglia, Percy viene quasi ucciso, ma Annabeth lo salva proteggendolo con il proprio corpo e ricevendo una pugnalata avvelenata. Percy si prende cura di lei e le rivela il suo punto debole. L'ultima battaglia si svolge sul Monte Olimpo, dove si scopre che Luke è il vero eroe della profezia. Riacquistato il controllo del suo corpo per un breve periodo, Luke si pugnala nel suo punto debole, uccidendo se stesso e Crono.
Dopo la guerra, si contano molte perdite, tra cui la semidea Silena Beauregard, figlia di Afrodite ed ex spia di Crono. Nonostante ciò, il Campo Mezzosangue esce vittorioso. Rachel Elizabeth Dare diventa il nuovo Oracolo del Campo, rivelando una nuova potente profezia. Il libro si conclude con Percy e Annabeth che, dopo essersi finalmente messi insieme, lasciano il Campo Mezzosangue spensierati.

#### Il Calice degli Dei
"Il Calice degli Dei" è un sequel della serie, anche se non propriamente il sesto libro di "Percy Jackson e gli dei dell'Olimpo". Annunciato nell'ottobre 2022 e pubblicato il 26 settembre 2023, il libro si svolge tra gli eventi de "Gli Eroi dell'Olimpo" e "Le sfide di Apollo". In questa avventura, Percy, Annabeth e Grover hanno il compito di recuperare il calice perduto di Ganimede, affinché Percy possa ricevere la sua prima lettera di raccomandazione per la New Rome University. Durante la loro missione, incontrano diverse dee sospettate di aver preso il calice, come Ebe, che affrontano con l'aiuto di un pulcino, e Iride, presentata a loro dalla figlia Blanche.

#### Il furore della Dea
Dopo aver ottenuto la prima lettera, a Percy ne servono altre due.
Alla Dea della magia Ecate, che durante il periodo di Halloween è adorata da molte persone, serve qualcuno che badi ai suoi animali.
E chi meglio di Percy e i suoi amici può accontentare questa spaventosa Dea?

#### Libri supplementari
Sono stati pubblicati diversi libri supplementari che contengono racconti inediti e altre avventure:

##### Il libro segreto
"Il libro segreto", uscito nel febbraio 2009 negli Stati Uniti, è ambientato nell'arco di tempo tra "La battaglia del labirinto" e "Lo scontro finale". Contiene tre mini-storie con illustrazioni e disegni:
- "Percy Jackson e la biga rubata" (Percy Jackson and the Stolen Chariot)
- "Percy Jackson e il drago di bronzo" (Percy Jackson and the Bronze Dragon)
- "Percy Jackson e la spada di Ade" (Percy Jackson and the Sword of Hades)

##### Mezzosangue e Mostri
"Demigods and Monsters", pubblicato l'11 febbraio 2009 negli Stati Uniti, contiene un glossario dei mostri incontrati, oltre a vari commenti e informazioni sui luoghi e sui personaggi della serie. Con le sue 196 pagine, il libro non è ancora disponibile in Italia poiché non è stato tradotto.

##### La guida definitiva
"The Ultimate Guide", pubblicato il 19 gennaio 2010, è il terzo libro compagno della serie e ha una copertina magnetica. Le sue 156 pagine includono mappe, un dizionario dei mostri incontrati con immagini a fianco, oltre a varie attività. Vi è anche il racconto di un tour degli Inferi compiuto da Nico di Angelo. Anche questo libro non è ancora disponibile in Italia poiché non è stato tradotto

## Film

### Percy Jackson e gli dei dell'Olimpo - Il ladro di fulmini(Percy Jackson & the Olympians: The Lightning Thief) (2010)
La casa cinematografica Fox ha acquisito i diritti per un adattamento delle avventure di Percy Jackson; il film tratto dal primo libro, Percy Jackson e gli dei dell'Olimpo - Il ladro di fulmini, diretto da Chris Columbus e interpretato da Logan Lerman (Percy Jackson), Kevin McKidd (Poseidone), Brandon T. Jackson (Grover), Rosario Dawson (Persefone), Alexandra Daddario (Annabeth Chase), Uma Thurman (Medusa), Pierce Brosnan (Chirone) Sean Bean (Zeus).

### Percy Jackson e gli dei dell'Olimpo - Il mare dei mostri(Percy Jackson: Sea of Monsters) (2013)
Le riprese del secondo film sono terminate nel 2012. Il film è uscito nelle sale americane il 7 agosto 2013. Il film è stato giudicato negativamente da critica e pubblico, incassando meno del primo film..

## Videogioco
In contemporanea con il film è stato prodotto dall'Activision un videogioco per Nintendo DS™ intitolato Percy Jackson & gli dei dell'Olimpo: il ladro di fulmini, valutato da Michael Splechta con un punteggio di 8 su 10.

## Musical
Il primo romanzo della serie è stato adattato da Rob Rokicki nel musical The Lightning Thief, debuttato a New York nel 2017.

## Serie TV
Il 12 dicembre 2019, l'autore Rick Riordan rivelò su Twitter di aver iniziato degli incontri con la Disney su un possibile adattamento del primo libro della saga, ma dichiarò che era "troppo presto per sapere cosa sarebbe accaduto" . Comunque disse che avrebbe continuato a lavorarci. Nel marzo 2020, Riordan ebbe diversi incontri con la Disney, dichiarando che le trattative stavano andando alle lunghe in quanto lui voleva assicurarsi che la serie venga fatta bene. Il 14 maggio 2020, Riordan annunciò che la piattaforma Disney+ ha deciso di rendere Percy Jackson una serie live-action, partendo con Percy Jackson e gli dei dell'Olimpo - Il ladro di fulmini come prima stagione. Il 25 gennaio 2022 viene ufficializzata la produzione della serie attraverso i social di Disney+.
L'11 aprile 2022, attraverso il suo blog, Rick Riordan annunciò che Percy Jackson sarebbe stato interpretato da Walker Scobell.  Le riprese della serie iniziarono il 2 giugno 2022. Il primo teaser trailer della serie, la cui uscita fu prevista su Disney+ per il 20 dicembre 2023, venne rilasciato il 18 agosto 2023.

## Eroi dell'Olimpo
Rick Riordan ha scritto una seconda serie, sempre basata sul Campo Mezzosangue, sulla mitologia greca e romana, il cui primo libro, L'Eroe Perduto (The Lost Hero), è stato pubblicato negli Stati Uniti il 12 ottobre 2010 e in Italia il 7 maggio 2013. Il secondo libro, Il Figlio di Nettuno (The Son of Neptune), è stato pubblicato negli Stati Uniti il 4 ottobre 2011 e in Italia il 12 novembre 2013. Il terzo libro, Il Marchio di Atena (The Mark of Athena), è stato pubblicato negli Stati Uniti il 2 ottobre 2012 e in Italia il 22 aprile 2014. Il quarto libro, La Casa di Ade (The House of Hades), è stato pubblicato negli Stati Uniti l'8 ottobre 2013 e in Italia il 18 novembre 2014. Il quinto ed ultimo libro, Il Sangue dell'olimpo (The Blood of Olympus), è stato pubblicato negli Stati Uniti il 7 ottobre del 2014 e in Italia il 14 aprile 2015.